# 扎鲁小叶杨
扎鲁小叶杨（学名：Populus simonii f. robusta）为杨柳科杨属小叶杨下的一个变型。

## 扩展阅读
- 維基物種上的相關：扎鲁小叶杨